# دیلی (بازیکن فوتبال)
دیلی (به پرتغالی: Wanderley Alves de Oliveira) هافبک اهل برزیل است که در شهر Volta Redonda و در تاریخ ۲۸ اوت ۱۹۵۹ به دنیا آمده‌است.
دیلی در تیم‌های فوتبال Fluminense سابقهٔ حضور دارد.